# Solon, Maine
Solon är en kommun (town) i Somerset County i Maine. Vid 2010 års folkräkning hade Solon 1 053 invånare.